# Пайл
Пайл (валл. Y Pîl, англ. Pyle) — місто на півдні Уельсу, в області Брідженд.
Населення міста становить 12 466 осіб (2001).